# Міст Мехмеда-паші Соколовича
Мі́ст Мехме́да-паші́ Соколо́вича (босн. Most Mehmed-paše Sokolovića) або Стари́й мі́ст у Вишегра́ді (босн. Stari most u Višegradu) — діючий середньовічний кам'яний міст довжиною 179,5 метрів через річку Дрину у Вишеграді. Об'єкт Світової спадщини ЮНЕСКО.
Збудований у 1571—1577 роках за наказом великого візира Османської імперії Мехмеда-паші Соколовича (боснійського серба за походженням) на початку шляху, що сполучав Боснію зі Стамбулом (відомого як Цареградська джада або Шлях до імператорського міста). Автор проекту — видатний османський архітектор Сінан.
Міст є визначною пам'яткою середньовічного османського інженерного мистецтва.

## Архітектура
Міст складається з 11 кам'яних арок, розмахом від 10,7 до 14,8 м кожна. З лівого берега Дрини на нього веде монументальний прямокутний в'їзд із чотирьох арок.
Камінь, з якого побудований міст, добувався у місті Баня (5 км вниз по течії Дрини).

## Історія
Протягом кількох століть споруда слугує межею між Сербією і Боснією. В давнину посеред мосту стояла дерев'яна башта прикордонної сторожі з масивними дубовими воротами, оснащена кількома невеликими гарматами. Дата будівництва башти невідома, її було знесено у 1886 році.
Міст пережив ряд великих повеней, найбільша з яких сталася у 1896 році (коли води Дрини піднялися на 1,60 м вище його рівня).
Три з 11 арок знищено і ще п'ять пошкоджено у 1943-му, під час Другої світової війни. Реконструкцію проведено у 1949—1952 роках. На початку Боснійської війни (1992) міст став місцем жорстокого вбивства мирних жителів сербською поліцією.
У 2007 році пам'ятку внесено до списку Світової спадщини ЮНЕСКО.

## У літературі
Міст Мехмеда-паші Соколовича став «героєм» роману «Міст на Дрині» (1945) — найвідомішої книги Іво Андрича (за яку письменник отримав Нобелівську премію).
|  | Міст на Дрині, задужбина Мехмеда паші Соколовича, головний герой найвідомішої повісти Андрича, хоча й знаходився на межі світів, однак поєднував собою два краї провалля. Він сполучав часи і людей, навіть усупереч їхнім переконанням і волі. |

## Галерея

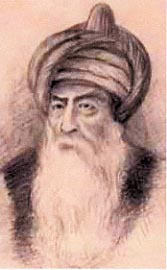
Архітектор Сінан
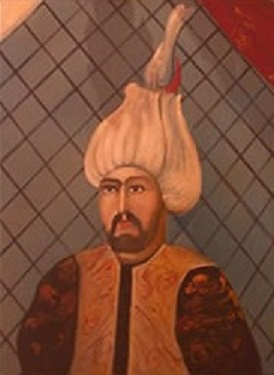
Мехмед-паша Соколович
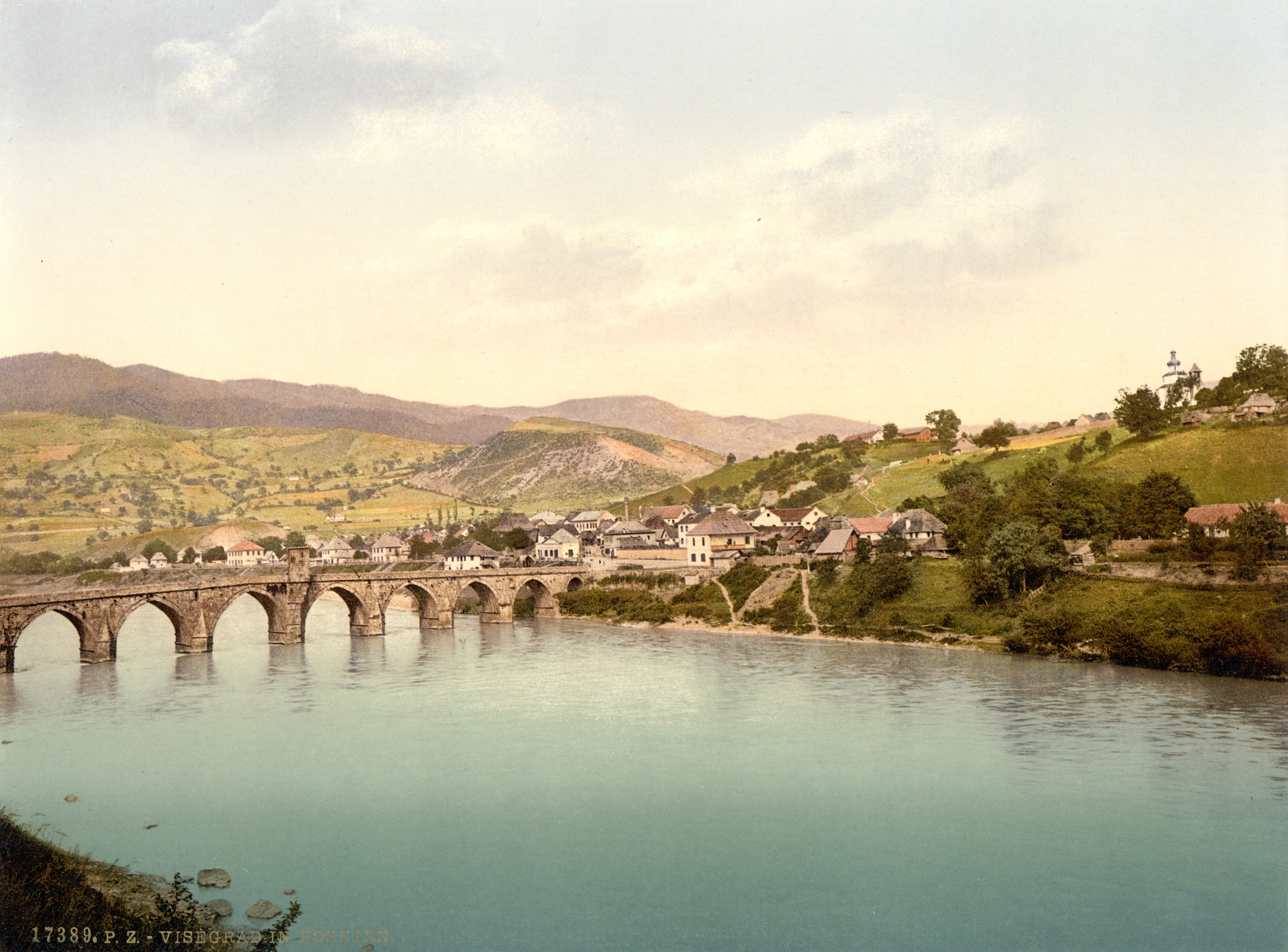
Міст у 1900 році
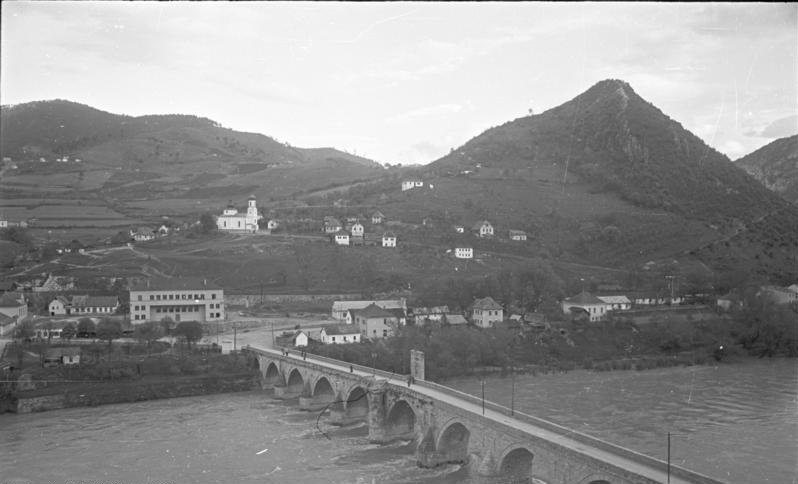
Міст у 1941 році
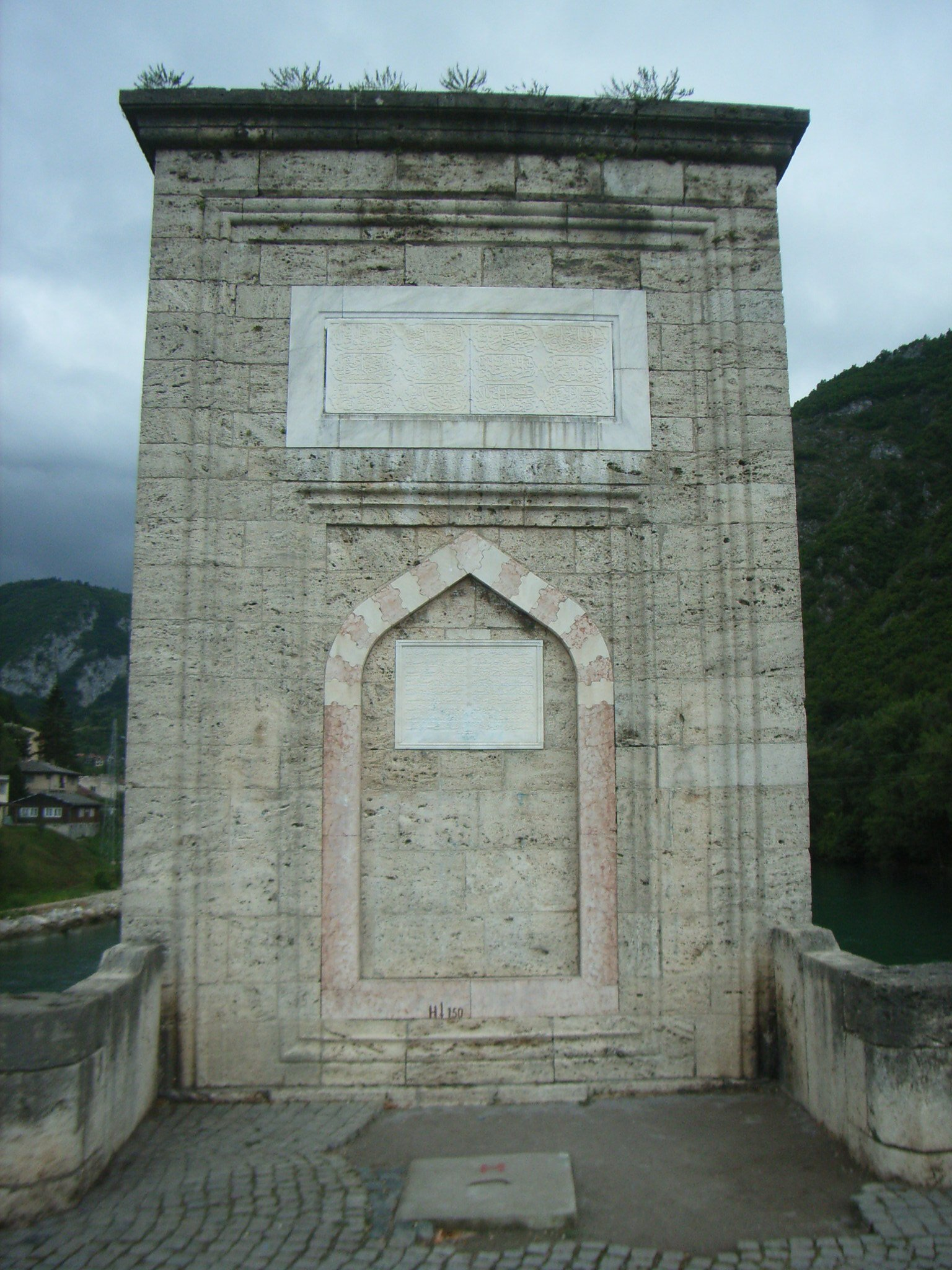
Центральна свая (капія) моста
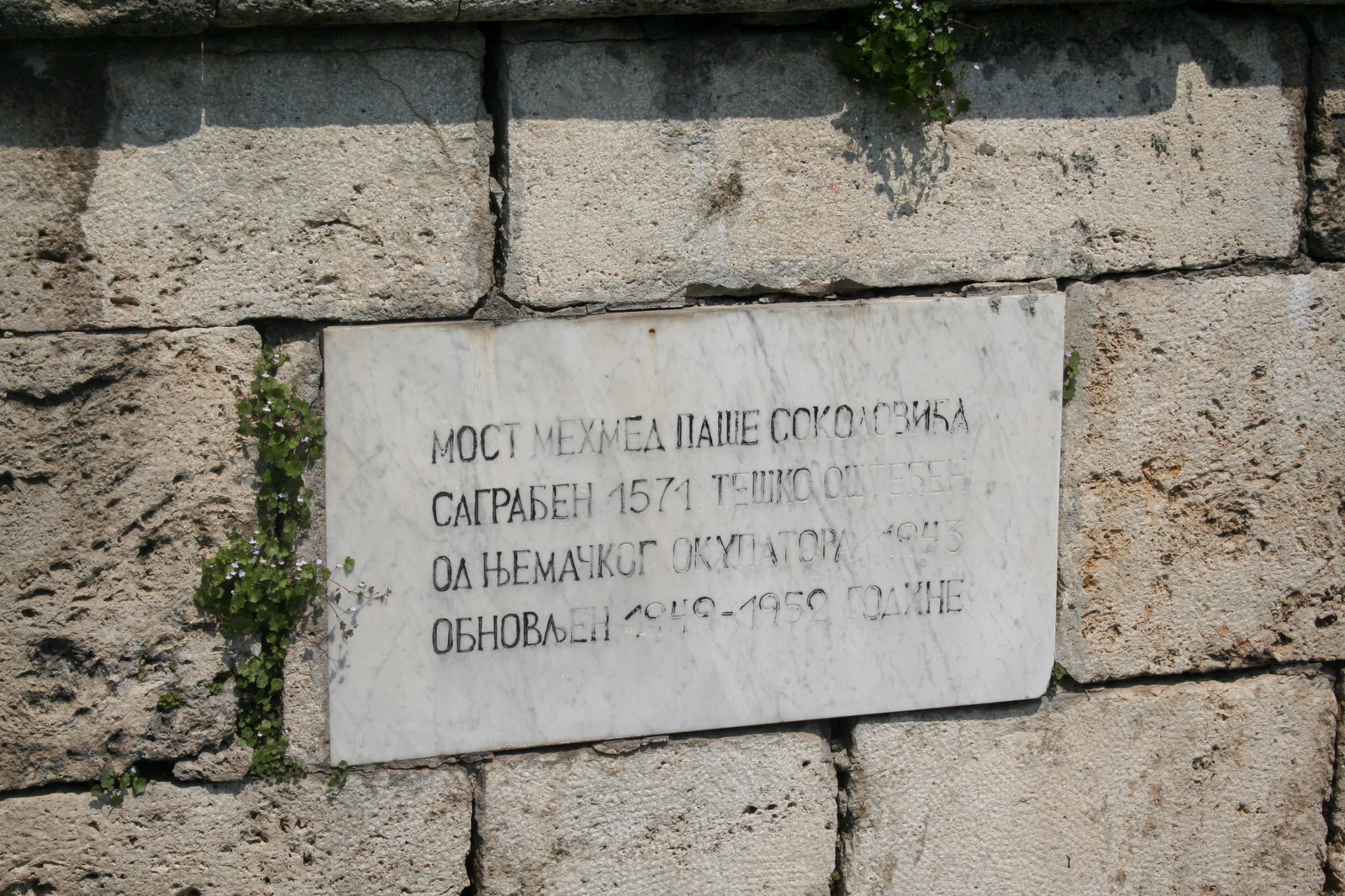
Пам'ятна дошка на честь реконструкції
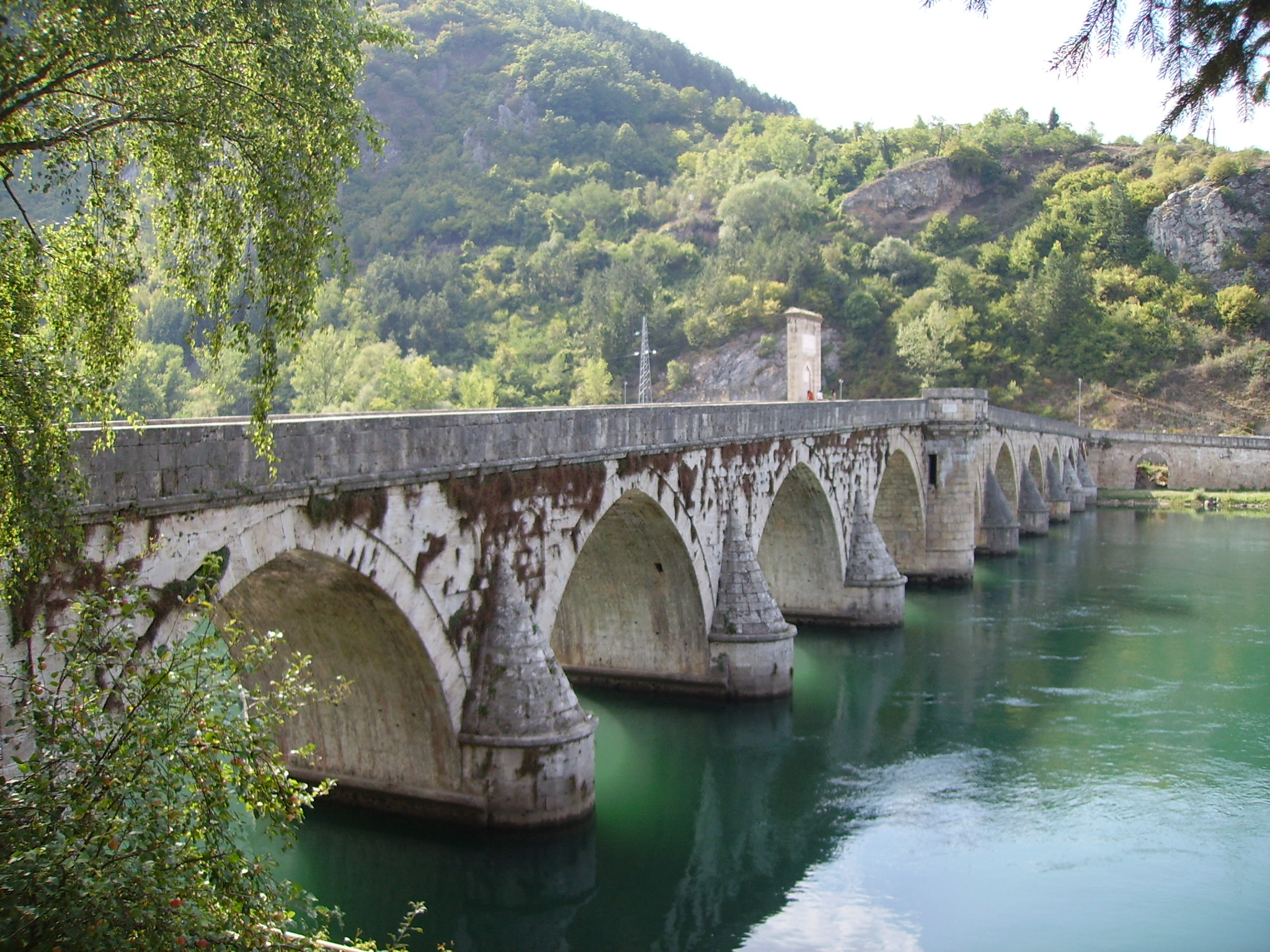
Міст у 2007 році